# Lachnochaitophorus querceus
Lachnochaitophorus querceus är en insektsart som beskrevs av Granovsky 1933. Lachnochaitophorus querceus ingår i släktet Lachnochaitophorus och familjen långrörsbladlöss. Inga underarter finns listade i Catalogue of Life.